# Illuyanka
Illuyanka en la mitologia hitita, era el nom d'un monstre amb forma de drac que va matar Tessub, el déu de les Tempestes.
Era un mite que es commemorava al festival de l'any nou i se celebrava principalment al santuari de Nerik, a Anatòlia central. La seva llegenda es coneix per les tauletes cuneïformes trobades a la ciutat d'Hattusa, de la que en queden dues versions incompletes. Tots els fragments trobats pertanyen al segle xiv aC, però pels arcaismes del llenguatge es creu que el text va ser redactat en època molt antiga.
L'origen del mite es troba en la creença que quan els cereals encara no han madurat, el déu de les Tempestes no té cap funció. La serp, o el drac, el venç, però quan arriba la primavera i comença l'any agrícola, Tessub, déu de les aigües de pluja, torna a lluitar amb la serp, que guarda les aigües subterrànies, i aquest cop guanya la batalla. És el que es coneix com a «mites del calendari» o dels «déus que desapareixen», com es troba també a la cultura grega amb els mites de Demèter i Persèfone.
- La primera versió conservada comença explicant la victòria del drac sobre el déu de les Tempestes. La deessa Inara arriba a temps per salvar al déu, que li demana consell. La deessa va a buscar l'ajuda d'un home, Hupasiya, que està disposat a ajudar si pot fer l'amor amb la deessa. Ella accedeix i després amaga Hupasiya, es vesteix de festa i convida al drac a una celebració. El monstre sur del seu cau amb els seus fills i mengen i beuen tant que no son capaços de trobar casa seva. Hupasiya lliga al drac i Tessub només ha d'arribar al seu costat i matar-la.
- La segona versió comença de manera semblant. El drac o la serp venç al déu de les Tempestes, però, a diferència de l'altra versió, li roba el cor i els ulls. De nou el déu obté la victòria a través d'un mortal. Tessub pren per esposa «la filla d'un pobre» i engendra un fill baró. El noi es casa amb la filla del drac, que seguint els costums matrilocals, el porta a casa seva a canvi d'un dot. El fill de Tessub demana com a dot el cor i els ulls del seu pare, i així el déu pot tornar a enfrontar-se amb la serp i guanyant la lluita. Mata també el seu propi fill, ja que segons el costum, havia de ser lleial al seu sogre i no al seu pare.[1]